# Mainà cendrós
El mainà cendrós (Acridotheres cinereus) és una espècie d'ocell de la família dels estúrnids (Sturnidae) que habita el camp obert del sud de Sulawesi. El seus hàbitats són les terres llaurades, els jardins rurals i les terres agrícoles inundades. El seu estat de conservació es considera vulnerable.
Ha estat introduït a Timor.